# 硬果薹草
硬果薹草（学名：Carex sclerocarpa），又名太平山薹、硬果薹，是莎草科薹草属的植物，是中国的特有植物。分布于中国大陆的安徽、湖南、四川等地，生长于海拔900米至1,700米的地区，一般生长在林下。